# Bračevci
Bračevci su naselje u Hrvatskoj, regiji Slavoniji u Osječko-baranjskoj županiji i nalaze se u sastavu općine Drenje.

## Zemljopisni položaj
Bračevci se nalaze na 130 metara nadmorske visine (središte sela) u području gdje sjeverni obronci Krndije prelaze u nizinu istočnohrvatske ravnice, te nedaleko od rijeke Vuke. Selo se nalazi na državnoj cesti D515 Našice D2 - Đakovo D7. Susjedna naselja: jugoistočno su Potnjani, južno je naselje Paljevina, jugozapadno Slatinik Drenjski, te zapadno Bučje Gorjansko. Sjeverozapadno se nalaze Razbojište i Podgorač, te sjeveroistočno Budimci naselja u općine Podgorač. Istočno se nalaze Krndija, Punitovci i Josipovac Punitovački naselja u općini Punitovci. Pripadajući poštanski broj je 31423 Bračevci, telefonski pozivni 031 i registarska pločica vozila DJ (Đakovo). Površina katastarske jedinice naselja Bračevci je 11,18 km2.

## Stanovništvo
| broj stanovnika | 330   | 375   | 331   | 413   | 554   | 570   | 592   | 694   | 587   | 625   | 673   | 532   | 376   | 277   | 243   | 209   | 149   |
|                 | 1857. | 1869. | 1880. | 1890. | 1900. | 1910. | 1921. | 1931. | 1948. | 1953. | 1961. | 1971. | 1981. | 1991. | 2001. | 2011. | 2021. |

## Obrazovanje i školstvo
- Područna škola do 4. razreda koja radi u sklopu Osnovne škole Drenje.

## Šport
- NK Bračevci trenutno u stanju mirovanja od 2016.

## Ostalo
- Lovačko društvo "Jelen" Bračevci,
- Udruga žena "Bračevci".

## Vanjska poveznica
- http://os-drenje.skole.hr/  Arhivirana inačica izvorne stranice od 20. srpnja 2019. (Wayback Machine)
- ARKOD preglednik